# Henriette Danneskiold-Samsøe

Busto de Henriette Danneskiold-Samsøe de Bertel Thorvaldsen (1839)

Johanne Henriette Valentine Danneskiold-Samsøe, de soltera Kaas (Copenhague, 12 de agosto de 1776 - Gisselfeld Kloster, 28 de julio de 1843), fue una empresaria danesa que, al enviudar, cumplió los planes de su exmarido al fundar en 1825 la fábrica de vidrio Holmegaard, cerca de Næstved. Con ello se convirtió en una de las empresarias más notables de Dinamarca. Danneskiold-Samsøe también es recordada por la correspondencia que mantuvo con su antiguo tutor, Peder Deichmann.   

## Biografía
Nacida el 12 de agosto de 1776 en Copenhague, Johanne Henriette Valentine Kaas fue una de los nueve hijos del oficial de marina Frederik Christian Kaas (1727-1894) y su esposa Edele Sofie de soltera Kaas (1746-1800).   Fue educada en casa, junto con sus hermanas, por el tutor Peder Deichmann con quien mantuvo una activa correspondencia hasta la muerte de este en 1816.  
El 30 de noviembre de 1795, Henriette Kaas se casó con el conde Christian Conrad Danneskiold-Samsøe, de la noble familia Danneskiold-Samsøe. Desarrollaron una relación verdaderamente romántica que se profundizó con el paso de los años.  Vivían en la gran finca de Gisselfeld y allí acogieron a los escritores más destacados de la época, entre ellos NFS Grundtvig y Hans Christian Andersen.  En la década de 1820, después de adquirir la finca Holmegaard, planeó crear allí una fábrica de vidrio, ya que se dio cuenta de que la turba local podía usarse como combustible. Pidió permiso al rey para seguir adelante con sus planes en 1823, pero murió antes de recibir respuesta. 
La condesa Danneskiold-Samsøe insistió y obtuvo el permiso del rey para construir la fábrica. A pesar de tener que cuidar sola de sus seis hijos, pudo inaugurar Holmegaard Glasværk en 1825, que al principio producía botellas de vidrio verde, pero pronto pasó al cristal fino. 
Henriette Danneskiold-Samsøe murió en Copenhague el 28 de julio de 1843. 